# Cynthia priameis
Cynthia priameis är en fjärilsart som beskrevs av Schultz 1906. Cynthia priameis ingår i släktet Cynthia och familjen praktfjärilar. Inga underarter finns listade i Catalogue of Life.